# 橋本みつお
橋本 みつお（はしもと みつお）は、日本の男性アニメーション演出家、アニメーション監督。以前は本名の橋本 光夫名義で活動していた。また東映アニメーション所属時代、他社で仕事をする際立花 源十郎名義を使うこともあった。

## 来歴
東映動画（現：東映アニメーション）に入社し、『Dr.スランプ アラレちゃん』で演出助手を務めた後、『ドラゴンボール』の第100話「生か死か!?最後の手段」で演出を務める。その後は長らくドラゴンボールシリーズに関わり続け劇場版の監督も務めた。
監督を務めたテレビアニメ『B-伝説! バトルビーダマン』で客A（ミツオ） / ミツオくん役、『B-伝説! バトルビーダマン 炎魂』でビーダーB役、ミツオ役を演じた。

## 参加作品

### テレビアニメ

#### 監督作品
1998年
- ヘリタコぷーちゃん（1998年 - 1999年）

2000年
- ピポパポパトルくん（2000年 - 2001年）

2003年
- 爆転シュート ベイブレードGレボリューション

2004年
- B-伝説! バトルビーダマン

2005年
- B-伝説! バトルビーダマン 炎魂

2007年
- 爆丸バトルブローラーズ（2007年 - 2008年）

2010年
- 爆丸バトルブローラーズ ニューヴェストロイア（2010年 - 2011年）
- ギャラクシーレーサー スキャン2ゴー（2010年 - 2011年）

2011年
- 爆丸バトルブローラーズ ガンダリアンインベーダーズ

2012年
- 頭文字D Fifth Stage

2015年
- おまかせ!みらくるキャット団（2015年 - 2016年）

2016年
- カミワザ・ワンダ（2016年 - 2017年）

2017年
- 妖怪アパートの幽雅な日常

#### 演出、その他
1981年
- Dr.スランプ アラレちゃん（1981年 - 1986年、演出助手）

1986年
- ドラゴンボール（1986年 - 1989年、演出・演出助手）

1989年
- ドラゴンボールZ（1989年 - 1996年、演出・OPED演出）

1995年
- NINKU -忍空-（1995年 - 1996年、絵コンテ・演出）※立花源十郎名義

1996年
- ドラゴンボールGT（1996年 - 1997年、演出）
- みどりのマキバオー（1996年 - 1997年、絵コンテ・演出）※立花源十郎名義

1997年
- 金田一少年の事件簿（1997年 - 2000年、演出）
- 烈火の炎（1997年 - 1998年、絵コンテ・演出）※立花源十郎名義
- ハニ太郎です。（1997年 - 1998年、演出）

1998年
- 春庭家の3人目（演出）
- サイレントメビウス（絵コンテ）※立花源十郎名義
- MASTERキートン（1998年 - 1999年、演出）※立花源十郎名義
- どっきりドクター（1998年 - 1999年、絵コンテ）※立花源十郎名義

1999年
- 神風怪盗ジャンヌ（1999年 - 2000年、演出）
- 小さな巨人 ミクロマン（絵コンテ）※立花源十郎名義
- D4プリンセス（絵コンテ・演出）※立花源十郎名義
- ぶぶチャチャ（絵コンテ・演出）※立花源十郎名義
- ごぞんじ!月光仮面くん（1999年 - 2000年、絵コンテ）※立花源十郎名義

2000年
- マシュランボー（演出・OP演出）
- へろへろくん（2000年 - 2001年、演出）※立花源十郎名義
- 真・女神転生デビチル（2000年 - 2001年、絵コンテ・演出）※立花源十郎名義

2001年
- だいすき!ぶぶチャチャ（絵コンテ・演出）※立花源十郎名義

2002年
- ぱにょぱにょデ・ジ・キャラット（絵コンテ・演出）
- 爆転シュート ベイブレード2002（絵コンテ・演出）
- ギャラクシーエンジェルZ（演出）
- ちょびっツ（演出）
- 釣りバカ日誌（-2003年、演出）
- ヴァイスクロイツ グリーエン（2002年 - 2003年、絵コンテ・演出）
- ギャラクシーエンジェルA（2002年 - 2003年、絵コンテ・演出）

2006年
- 爆球Hit! クラッシュビーダマン（絵コンテ）
- きらりん☆レボリューション（2006年 - 2007年、絵コンテ・演出）

2021年
- BORUTO-ボルト- -NARUTO NEXT GENERATIONS-（演出）

2022年
- 古見さんは、コミュ症です。（演出）

2023年
- ダンジョンに出会いを求めるのは間違っているだろうかIV 深章 厄災篇（演出）
- とーとつにエジプト神2（演出）
- 彼女が公爵邸に行った理由（演出）
- ダークギャザリング（演出）
- 冒険者になりたいと都に出て行った娘がSランクになってた（演出）

2024年
- BEYBLADE X（2024年 - 2025年、演出）

2025年
- ありふれた職業で世界最強 season 3（演出）
- メダリスト（演出）
- 水属性の魔法使い（演出）

### 劇場アニメ
1986年
- ドラゴンボール 神龍の伝説（監督助手）

1987年
- ドラゴンボール 魔神城のねむり姫（監督助手）

1990年
- ドラゴンボールZ 地球まるごと超決戦（絵コンテ）

1991年
- ドラゴンボールZ 超サイヤ人だ孫悟空（監督）
- ドラゴンボールZ とびっきりの最強対最強（監督）

1993年
- Dr.スランプ アラレちゃん んちゃ!ペンギン村より愛をこめて（監督）

1994年
- Dr.スランプ アラレちゃん ほよよ!!助けたサメに連れられて…（監督）
- Dr.スランプ アラレちゃん んちゃ!!わくわくハートの夏休み（監督）

1995年
- ドラゴンボールZ 龍拳爆発!!悟空がやらねば誰がやる（監督）

1997年
- たまごっちホントのはなし（監督）

### OVA
1987年
- ドラゴンボール 悟空の交通安全（演出）

1992年
- カメレオン（-1996年、監督〈1話 - 2話〉）

1994年
- ツインビー ウィンビーの1/8パニック（演出）